# Першонароджені
«Першонароджені» (англ. Firstborn) — науково-фантастичний роман Артура Кларка та Стівена Бекстера, написаний в 2007 році. Роман є третьою частиною трилогії «Одіссея часу».

## Сюжет
Дії роману відбуваються на Землі в 2069 році, на планеті «Мір» (рос. Мир) у 31 рік від її творення та в різних поселеннях планети Марс.
Бісезу Датт розбудили після 19 річного анабіозу, бо в Сонячну систему прибуває невідомий об'єкт. Це квінт-бомба — космологічна зброя, здатна переносити матерію в новостворений паралельний всесвіт, який швидко самознищується розривом через значну кількість фантомної енергії. Бомба прямує до Землі.
Її направили Першонароджені. Вони є найдавнішими істотами нашого Всесвіту, їх життя зародилось біля перших зірок. Вони найбільше цінують життя, але вважають, що у Всесвіті вистачить енергії тільки для однієї цивілізації, яка зможе тоді дожити до великого розриву, а можливо і пережити його.
Всесвітня космічна рада посилає перший зі збудованих кораблів з анігіляційним рушієм на перехват та знищення квінт-бомби. Корабель використовує антиводень, знайдений в достатніх кількостях в «електротрубі» між Юпітером та Іо. Але навіть потужний обстріл антиматерією не відхиляє бомбу від траєкторії. Рада розшукує Бісезу як єдиний ключ для дослідження Першонароджених.
Бісеза, її доросла донька Міра та спейсер Олексій Карел втікають з Землі на орбіту у вантажному контейнері на космічному ліфті. Контейнер підбирає корабель спейсерів з сонячним вітрилом «Джеймс Клерк Максвелл» і доправляє їх на Марс у порт Ловелл. Потім вони прибувають на станцію «Уеллс» на північному полюсі, де Бісезі показують «Око», яке потрапило в гравітаційну пастку. Це доводить існування в минулому високорозвинутої марсіанської цивілізації і її знищення Першонародженими. «Око» надсилає радіосигнали, які виявляються сигналами телефону Бісези. Бісеза наближається до «Ока» і воно переносить її на планету «Мір» у храм Мардука у Вавилоні.
На планеті «Мір» Александр Македонський переміг монголів і побудував євразійську імперію. Вся важка фізична робота виконується неандертальцями. Поза владою Александра тільки Америка, де знаходиться місто Чикаго 19 століття, куди Бісеза втікає від міжусобних війн македонців. Її телефон визначає, що всесвіт «Мір», який включає також планету Марс з далекого минулого часу, коли вона була ще населена марсіанами (т.з. Блакитний Марс), швидко розпадається через прискорене розширення і до його розриву залишилось 500 років. Такі швидко зникаючі паралельні всесвіти є тимчасовими пам'ятками для Першонароджених про знищені цивілізації.
Міру доставляють на навколоземну станцію «Циклопи», де розташовані телескопи пошуку планет. Там з нею зв'язується «Афіна» — штучний інтелект, який керував щитом під час сонячної бурі. «Афіна», «Арістотель» та «Фалес» у вигляді радіосигналу були прийняті на планеті біля зірки Проціон. Життя на цій планеті було зароджене завдяки пульсаціями її зорі. Але Першонароджені зупинили цю пульсацію і привели цивілізацію до вимирання. За допомогою останнього жителя планети, «Афіну» відправили назад для боротьби з Першонародженими. «Афіна» тепер керівник підпілля спейсерів. Вона планує за допомогою Бісези попросити допомоги у марсіан зі всесвіту «Мір». Телескопи приймають сигнал від якоїсь мандруючої цивілізації, планета якої була знищена Першонародженими.
Бісезі передають зображення, закодовані гравітацією пастки для «Ока», для передачі їх на Блакитний Марс. Зображення не допомогло людям зрозуміти принципи роботи пастки, але воно натякає, що розмірностей простору є не 3 і не 4, а нескінченна кількість.

Томас Алва Едісон радить їй виконати малюнок за допомогою траншей довжиною в сотні кілометрів, заповнити паливом і підпалити. Останній житель Марса бачить цей знак і знищує «Око» в гравітаційній пастці.
Квінт-бомба перенаправляється і вибухає на Марсі, який повільно покидає наш всесвіт. Бісеза подорожує назад у Вавилон і через «Око» повертається на Марс. Міра і Бісеза із зникаючого Марса переносяться в теж саме місце у далекому майбутньому, що і в першому романі. Там їх зустрічає Шарлотта — донька Міри, вона розказує, що людство в її часі, разом зі своїми союзниками, веде війну з Першонародженими.

## Цікаві факти
- Кисень в марсіанських поселеннях виробляє бактерія spirulina platensis.